# Kyna
Kyna is een plaats in de gemeente Borlänge in het landschap Dalarna en de provincie Dalarnas län in Zweden. De plaats heeft 101 inwoners (2005) en een oppervlakte van 33 hectare. De plaats ligt aan het Ösjön, een baai van het meer Runn.